# Temple d'Isis
El temple d'Isis és un temple romà del segle ii aC situat a Pompeia i dedicat a la deessa egípcia Isis. Després del terratrèmol de l'any 62, l'edifici va ser reconstruït gairebé íntegrament. Pocs anys després, a conseqüència de l'erupció volcànica del Vesuvi l'any 79, va quedar enterrat sota una espessa capa de cendres i lapil·li. Aquest petit temple, trobat gairebé intacte, va ser un dels primers en ser desenterrat el 1764 durant les excavacions arqueològiques de Pompeia. Es van trobar nombrosos objectes i pintures de tema religiós, la majoria d'ells exposats actualment en el Museu Arqueològic Nacional de Nàpols.
L'edifici està emplaçat al sud de la ciutat, en la Regio VIII.7.28, darrere del Teatre Gran, en l'actual via del Temple d'Isis. Encara que estava encaixonat en un espai petit i estret, era visitat per nombrosos espectadors del teatre, homes de negocis del Fòrum Triangular i altres vianants que anaven a la porta Estabiana. Els principals devots eren dones, lliberts i esclaus.
Com a conseqüència del descobriment del temple, molts il·lustradors, artistes i intel·lectuals de l'època van visitar el lloc, entre d'altres Wolfgang Amadeus Mozart, Vicent Blasco Ibáñez o Gustave Flaubert.

## Culte a Isis

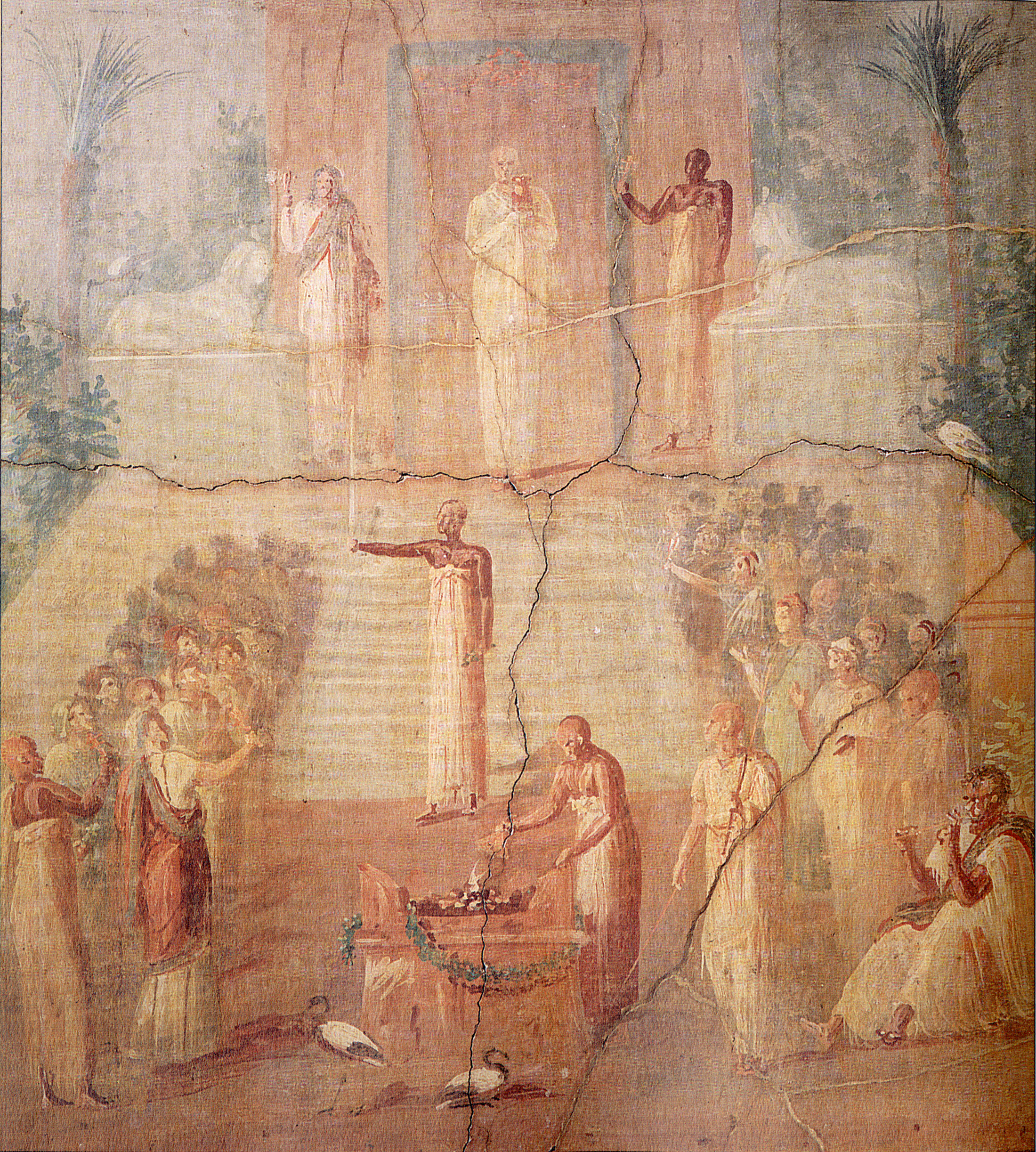
Sacerdots d'Isis celebren un ritual de l'aigua en el temple, en un fresc d'Herculà

Isis era una deessa de l'Antic Egipte, el culte del qual es va estendre àmpliament al llarg del món grecoromà. Era venerada com a matrona de la maternitat i del matrimoni, així com del misticisme i de la pràctica de la màgia. Els seus seguidors eren les classes oprimides, esclaus, lliberts, artesans i delinqüents, encara que també les classes acomodades, donzelles, aristòcrates i governants. Contràriament a la majoria de clergues del món grecoromà, els sacerdots d'Isis solien afaitar-se el cap i vestien peces de lli en lloc de les típiques de llana, com a record de la tradició egípcia.
La devoció a Isis estava així mateix íntimament relacionada amb l'adquisició de coneixement, considerat com un llegat dels déus. El seu culte no promulgava una visió messiànica del món, sinó que procurava una relació divina que no acabava amb la mort. Igual que la majoria de les deïtats de l'antiguitat, Isis no exigia una veneració exclusiva, encara que en la pràctica els seus fidels aplicaven, des d'una perspectiva actual, un punt de vista en certa manera henoteista. Els iniciats en el culte als misteris d'Isis adoraven a una deessa compassiva que prometia una futura salvació i una relació perpètua entre els vius i el més enllà.
Es pensa que la veneració a Isis podria haver arribat a Pompeia aproximadament l'any 100 aC, després de la destrucció del primer temple durant el terratrèmol de 62. Se celebraven serveis diaris, que consistien en un solemne acte d'obertura al matí i un altre de clausura a la nit, amb acompanyament musical. Els instruments sagrats relacionats amb la cerimònia incloïen el sistre i una sitra que contenia aigua del Nil. Tots dos elements s'utilitzaven en el ritual i apareixen habitualment en els registres arqueològics com a símbols d'Isis.

## Història

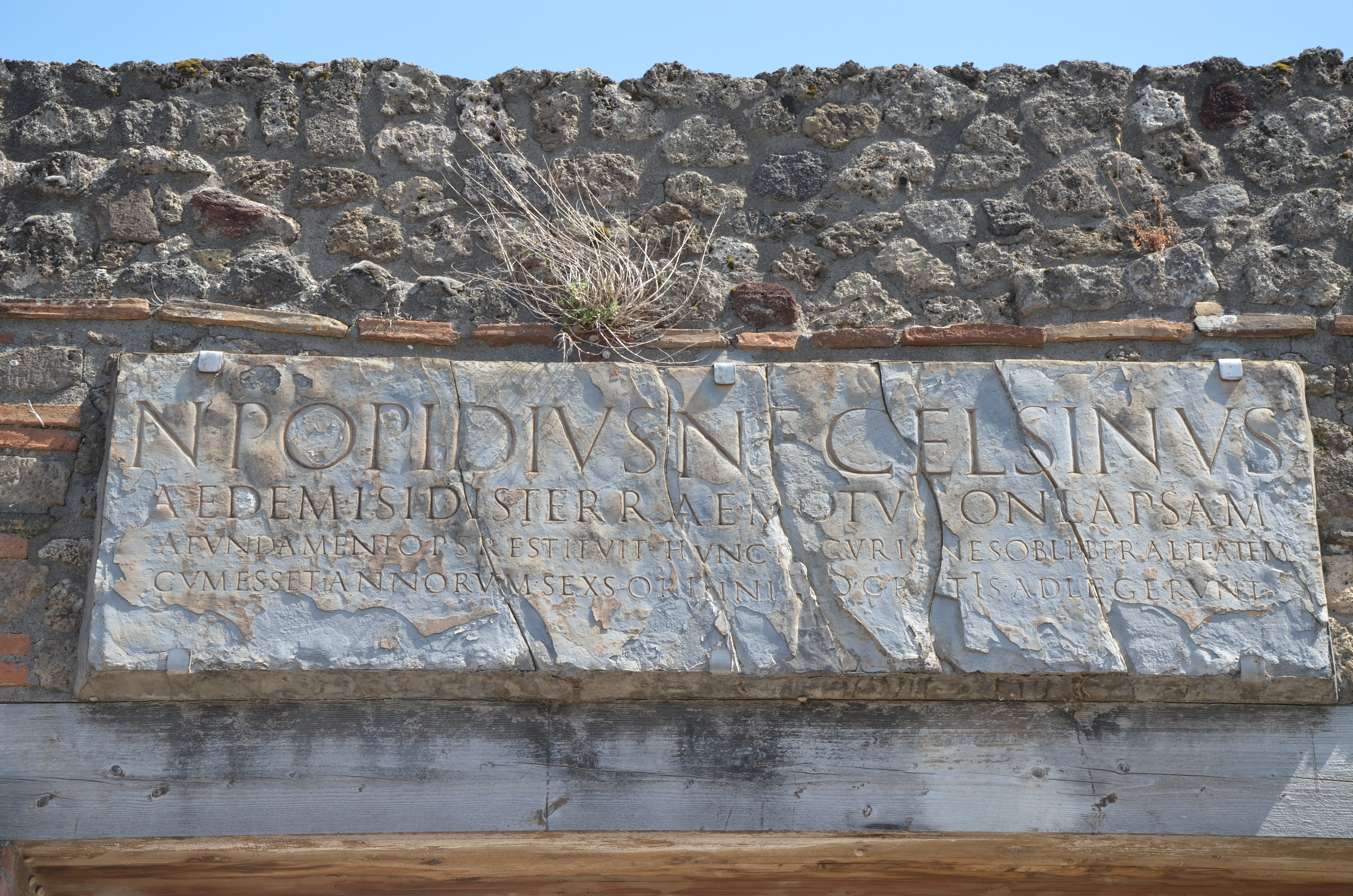
Còpia de la inscripció dedicada a la reconstrucció del temple, finançada per Numeri Popidi en nom del seu fill Cels

La construcció del temple d'Isis es remunta al segle ii aC, durant el mandat d'August. Després del terratrèmol de Pompeia de l'any 62, tot l'edifici va ser reconstruït amb opus latericium a instàncies de Numeri Popidi, un llibert que va adjudicar el mèrit al seu fill Cels, que tenia amb prou feines sis anys, amb la intenció d'encaminar-lo a una pròspera carrera política. En l'entrada principal del temple, sobre el portal, hi havia una inscripció avui conservada en el Museu Arqueològic Nacional de Nàpols que atribuïa la construcció al jove, la qual indicava:
| « | «N. Popidius N. f. Celsinus aedem Isidis terrae motu conlapsam a fundamento p.s. restituit; hunc decuriones ob liberalitatem, cum esset annorum sexs, ordini suo gratis adlegerunt» | «Numeri Popidi Cels, fill de Numeri, va reconstruir íntegrament a costos propis el temple d'Isis esfondrat pel terratrèmol. Per aquesta generositat, els decurions, tot i que tenia només sis anys, el van incloure en la seva assemblea sense cap càrrec» | » |

La inscripció, trobada per l'enginyer Francisco La Vega el 20 de juliol de 1765, va permetre confirmar que es tractava d'un temple egipci hel·lenitzat en una colònia romana. L'edifici, redescobert entre els anys 1764 i 1766, va ser un dels primers en ser excavat i va resultar ser un dels millor conservats de l'antiga Pompeia.

### Visitants il·lustres

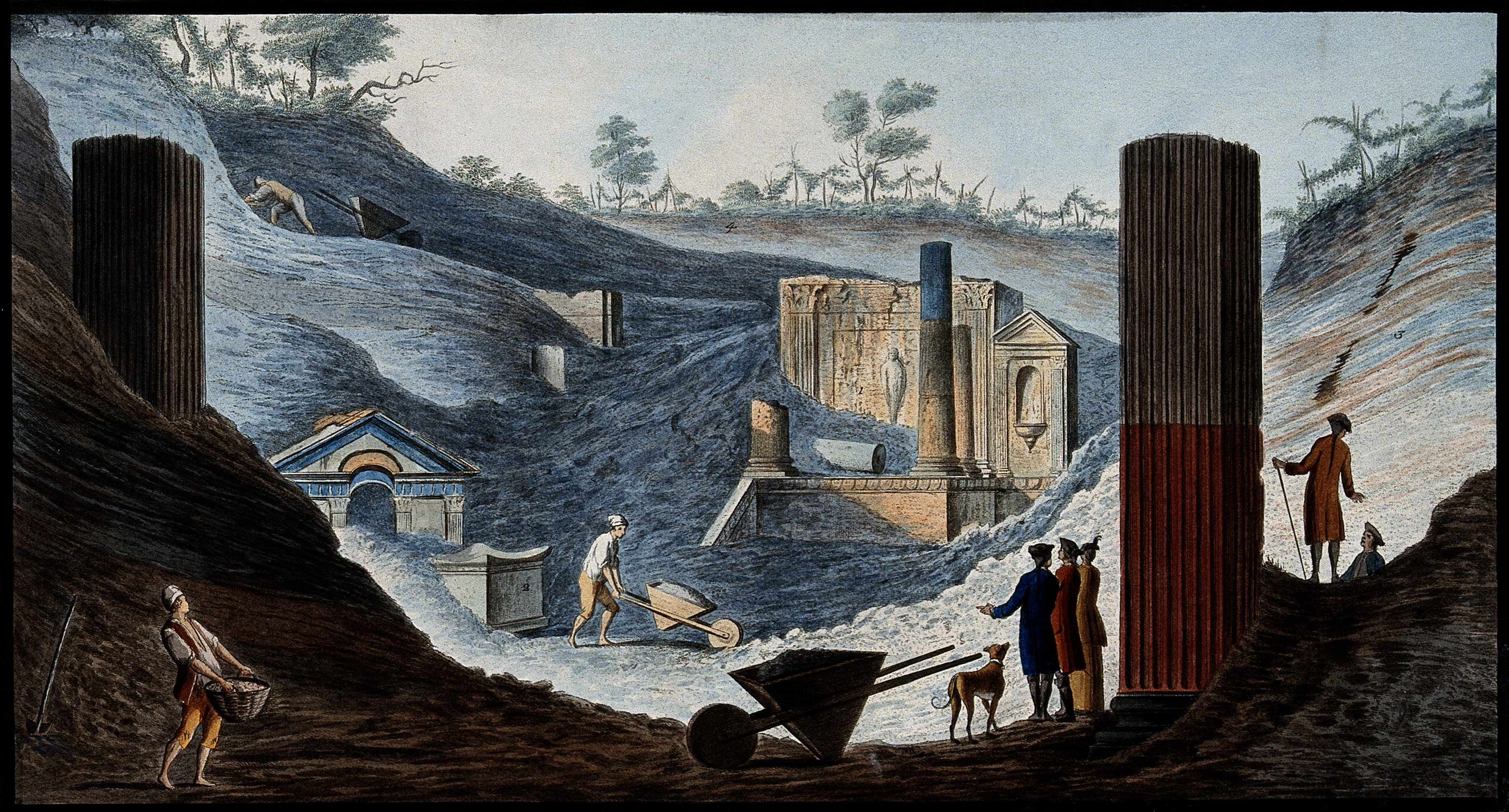
El descobriment del temple d'Isis a Pompeia. Gravat acolorit de Pietro Fabris (1776), pertanyent al llibre Campi Phlegraei de William Douglas Hamilton

El descobriment de nombrosos objectes sagrats i decoracions pictòriques en aquest important temple d'origen egipci va provocar un gran interès en tot Europa, convertint-lo en un edifici molt popular. Moltes personalitats van viatjar a l'indret a veure'l, ja fos per raons polítiques, econòmiques o socials, sent els seus frescs els més copiats en les llars pompeianes. L'ambaixador britànic William Hamilton va ser un dels primers a conèixer'l, i va assistir en persona a les diferents fases de l'excavació. El 1776 va redactar una col·lecció de cartes titulada Campi Phlegraei, il·lustrada per Pietro Fabris, entre els gravats de les quals es trobava El descobriment del temple d'Isis a Pompeia.
Un altre viatger il·lustre va ser Wolfgang Amadeus Mozart, que va visitar el temple el 1769 qun tenia 13 anys. Es diu que els records de la seva estada el van inspirar 20 anys més tard per compondre la seva òpera La flauta màgica. Giovanni Battista Piranesi va visitar Pompeia el 1770 al costat del seu fill Francesco, quan l'estàtua d'Isis i els frescs ja s'havien traslladat al Museu Arqueològic. Per tant, devia veure uns dibuixos realitzats poc temps després de l'excavació per poder afegir aquesta informació als seus gravats, de manera que les seves làmines reprodueixen l'edifici amb l'aspecte que tenia en el moment del seu descobriment. El 1779, sir John Soane va visitar Pompeia com a part del seu Grand Tour, i va dibuixar el temple d'Isis a la llum de la lluna per evitar la prohibició Reial de reproduir el monument. Edward Bulwer-Lytton, en la seva famosa novel·la Els últims dies de Pompeia, publicada el 1834, va utilitzar l'emplaçament i les troballes allí com a inspiració per a la trama del seu llibre. Gustave Flaubert va arribar a Pompeia el 1851 i va escriure una guia dels seus principals monuments, citant entre d'altres el temple d'Isis. Vicent Blasco Ibáñez va visitar el jaciment el 1896 i va relatar la seva experiència en la seva obra En el país del arte, en la qual pren com a inspiració el santuari per imaginar la vida dels seus sacerdots.

## Descripció

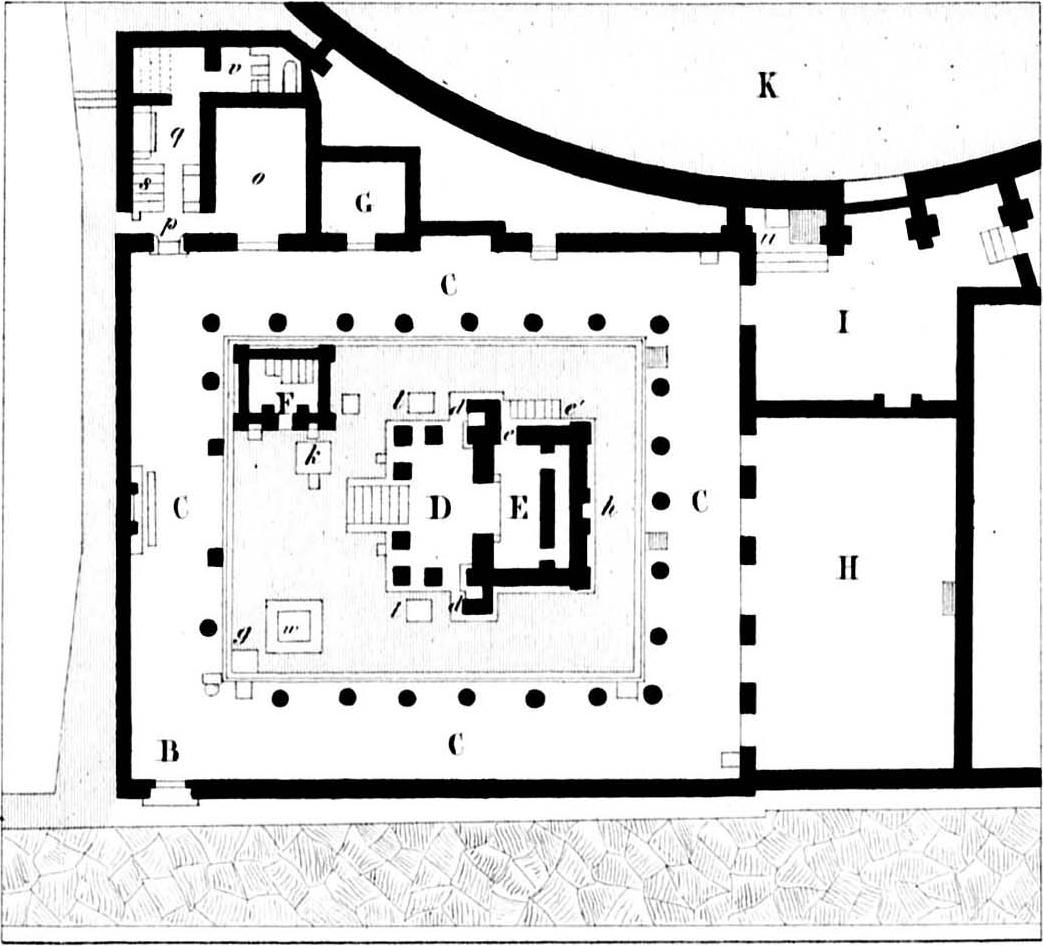
Planta del temple d'Isis. El nord se situa en la part inferior de la imatge

El temple se situa a la zona dels teatres (K), prop del gimnàs samnita, la grandària del qual es va reduir per permetre els treballs d'ampliació de l'edifici sagrat. L'entrada principal (B) es trobava en l'actual via del Temple d'Isis. La portada d'accés al recinte, on se situava la inscripció de Numeri, donava pas a un pati interior (C) pavimentat amb lloses de tuf volcànic, que estava envoltat per un pòrtic corinti decorat amb pintures del quart estil.
La decoració pictòrica de la zona del pòrtic estava constituïda, a la zona inferior, per unes divisions amb motius de pàteres, bucrànis i copes que representaven a lleons, esfinxs, dracs i dofins. A la zona mitja hi havia temes nilòtics i de batalles navals, que s'alternaven amb imatges de sacerdots i paisatges egipcis. Sobre ells es disposava un fris i una zona superior decorada amb paisatges i bodegons, a més de diverses figures que estaven suspeses a l'aire. La totalitat de la decoració va ser arrencada del seu lloc original en els anys 1764-1766 i es conserva en el Museu Arqueològic de Nàpols.

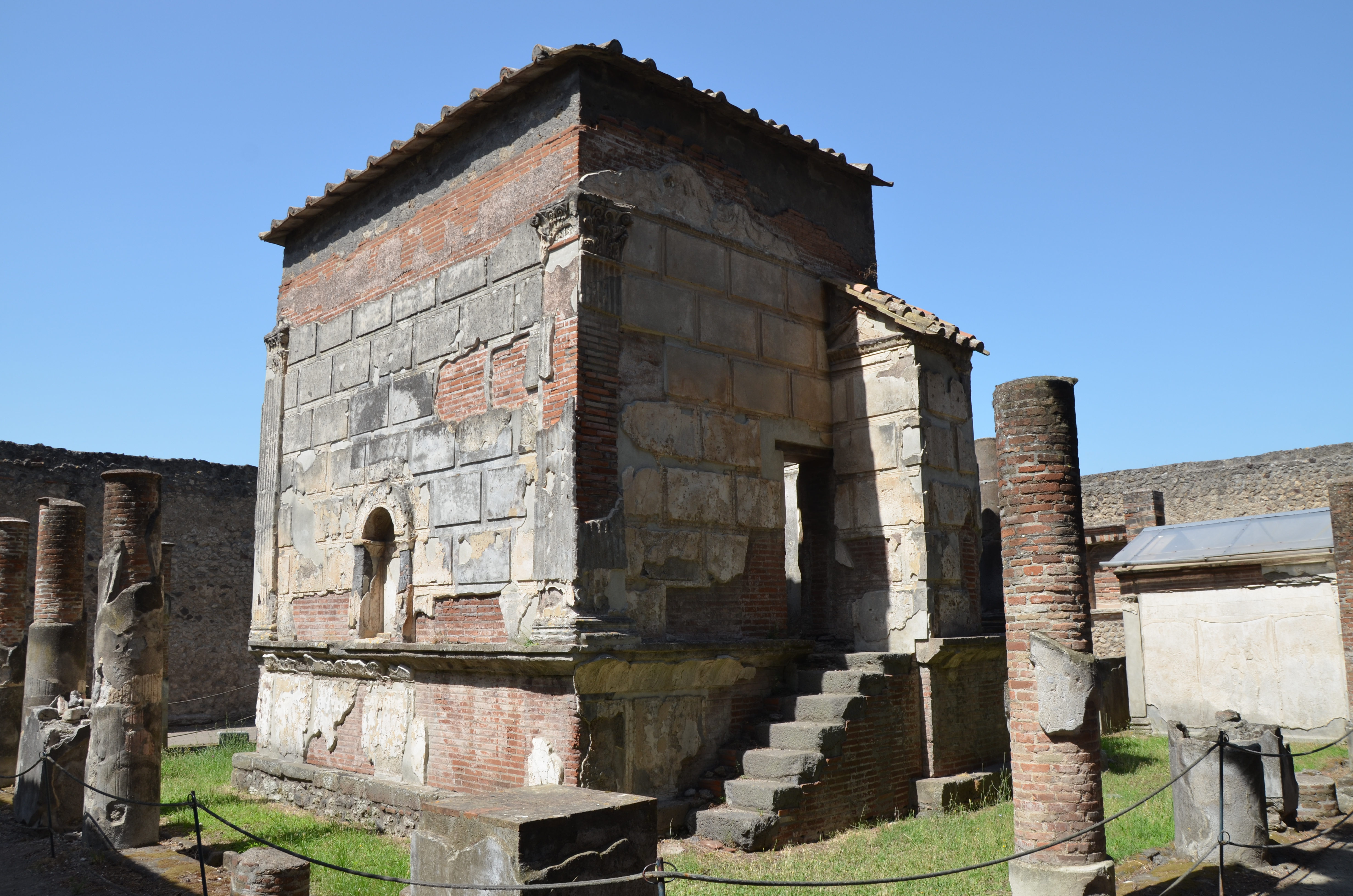
Vista posterior de la cella, amb el pòrtic de sis columnes a l'est

Al centre del pati porticat se situava un prónaos (D) sobre un alt podi, al que s'accedia per una escalinata. Estava format per quatre columnes frontals i dos laterals, i dos fornícules que probablement allotjaven les estàtues d'Harpocrat i d'Anubis. A continuació s'emplaçava la cella (I), amb els seus murs interiors i exteriors realitzats en opus quadratum i que van ser revestits d'estuc. En el mur posterior es recolzava un banc de maó, sobre el qual descansaven dues bases de tuf que albergaven les estàtues d'Osiris i Isis. Tot el paviment estava realitzat amb mosaic.

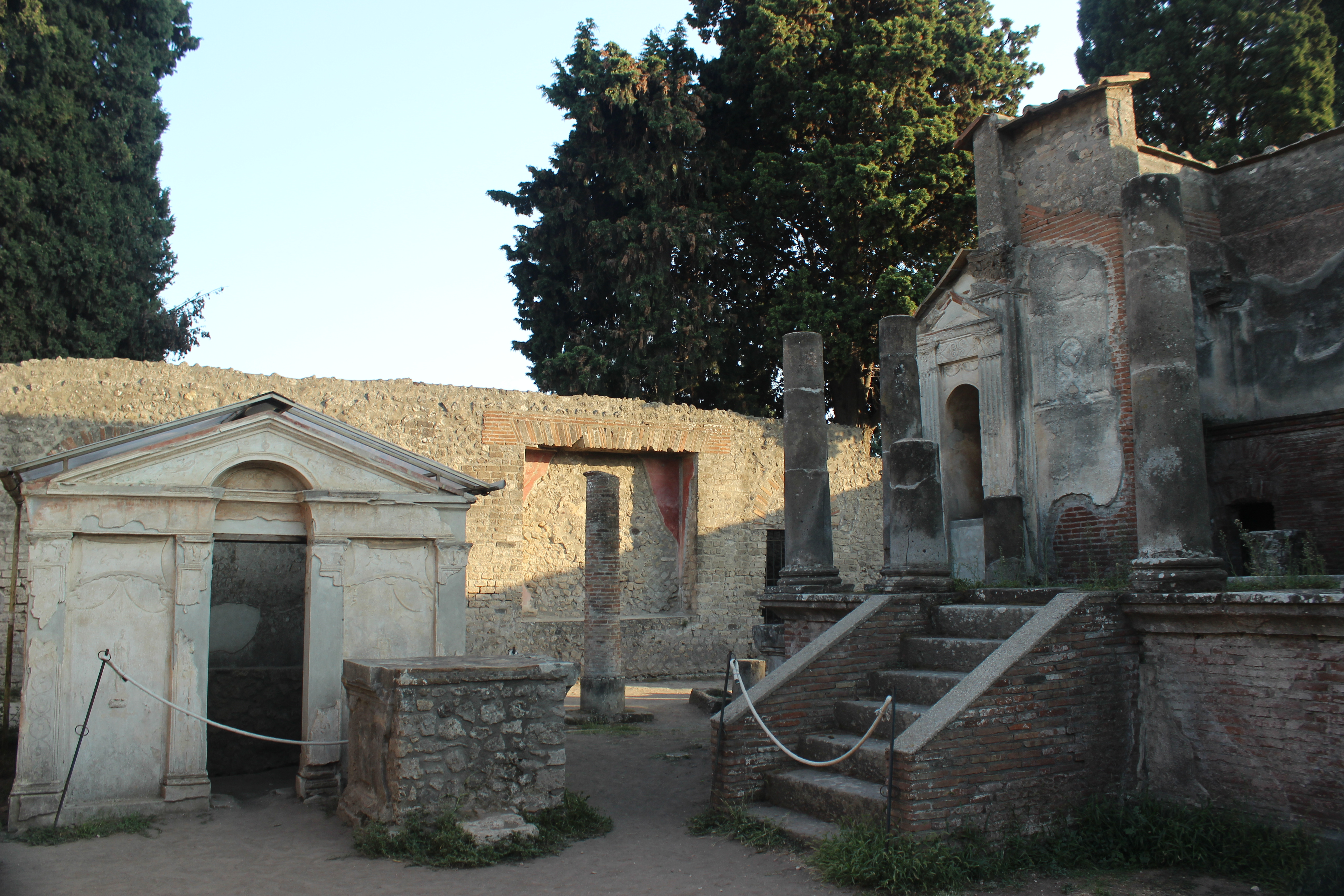
A l'esquerra de la imatge se situa el purgatorium i l'altar principal, al costat de les escales d'accés al temple

En la part posterior del podi es va trobar un nínxol que allotjava una estàtua de Dionís amb una pantera. Al pati s'emplaçaven a més dos petits altars dedicats a les mateixes divinitats que les fornícules d'accés. En el costat esquerre de la grada es va col·locar l'altar principal (k), on es van trobar restes dels sacrificis realitzats, com cendres i diversos ossos, entre ells dos cranis. A la cantonada sud-est del pòrtic se situava el purgatorium o edicle (F), amb una forma similar a un templet, on es dipositava l'aigua sagrada utilitzada pels fidels per a les cerimònies domèstiques, probablement provinent del Nil. Presentava una decoració en estuc amb fons blau, groc i vermell, i representacions de Arpòcrates, figures isíaques en processó, sacerdotesses egípcies, Venus, Mart, Perseu, Andròmeda i una parella d'amants entre amorets.
A la zona oest hi havia una sala d'iniciació (I) i un ekklesiasterion (H), un espai utilitzat per a les assemblees i els banquets rituals. El paviment estava realitzat amb mosaic en blanc i negre, i els murs tenien una important decoració pictòrica, conservada en el Museu Nacional de Nàpols. Es representaven diversos santuaris egipcis i escenes del mite de la nimfa Io. Als voltants d'aquesta sala va ser trobat a més el cap en marbre d'Isis. A la zona sud se situava el sacrarium (G), utilitzat com a dipòsit per a les vestimentes litúrgiques, amb frescs més modests respecte als de la resta de l'edifici. Sobre un fons blanc apareixen el bou Apis, Osiris en el tron i una representació de la Navigium Isidis. A l'interior del complex també hi havia un pastophorion o apartament dels sacerdots (o), amb una cuina (q), un triclini i un cubiculum (v).

## Simbologia egípcia

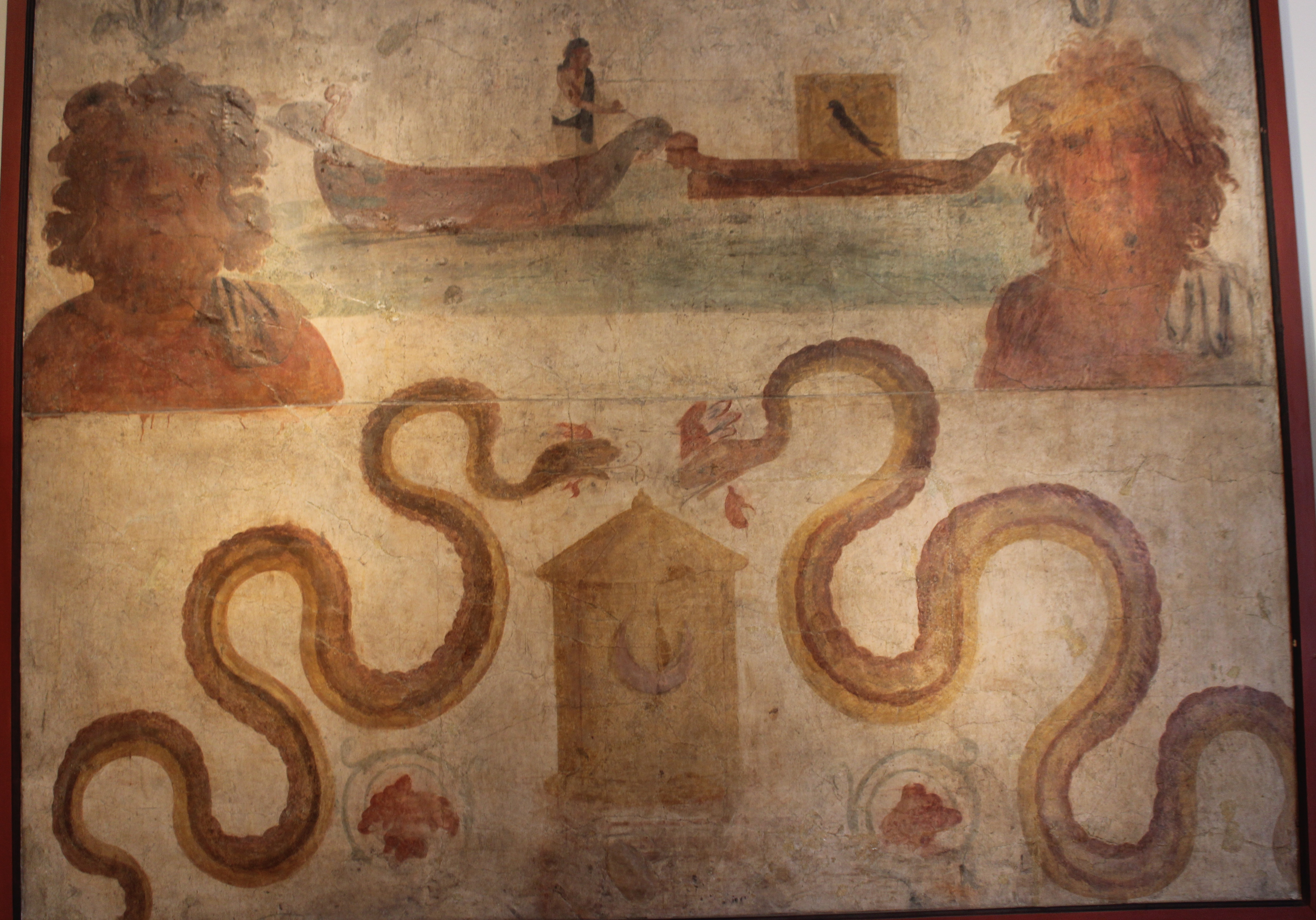
Fresc que representa el Navigium Isidis, originalment trobat en el sacrarium del temple d'Isis i actualment exposat en el Museu Arqueològic Nacional de Nàpols

Els elements distintius egipcis d'aquest temple poden apreciar-se en el purgatorium, en les grans escenes mitològiques del ekklesiasterion i en alguns símbols egipcis del sacrarium. El purgatorium era un recinte sense sostre situat a l'escaira sud-est del pati, que delimitava una estada subterrània amb un estany on es dipositaven les aigües del Nil. A més, es pensa que les estàtues d'Isis s'alineaven al llarg dels murs amb d'altres de deïtats romanes. El propi purgatori s'assemblava a un temple en miniatura, amb un frontó i pilastres en l'entrada i revestit d'estuc.
Un dels frescs de l'ekklesiasterion escenificava l'arribada de Io a Egipte i la posterior benvinguda d'Isis. En el mur nord es van trobar imatges de Io, Argos i Hermes. Sembla que aquest recinte s'utilitzava com a lloc de celebració de banquets rituals i de reunió dels iniciats. El sacrarium tenia una inspiració encara més egípcia, amb un mural que representava a unes serps protegint una cistella de vímet adornada amb símbols lunars. Aquesta escena podria reproduir una celebració naval de la primavera, la Navigium Isidis, en la qual es remolcava un vaixell ple d'aigua sagrada per commemorar la resurrecció d'Osiris, germà i espòs d'Isis, per part de la seva esposa.

## Galeria

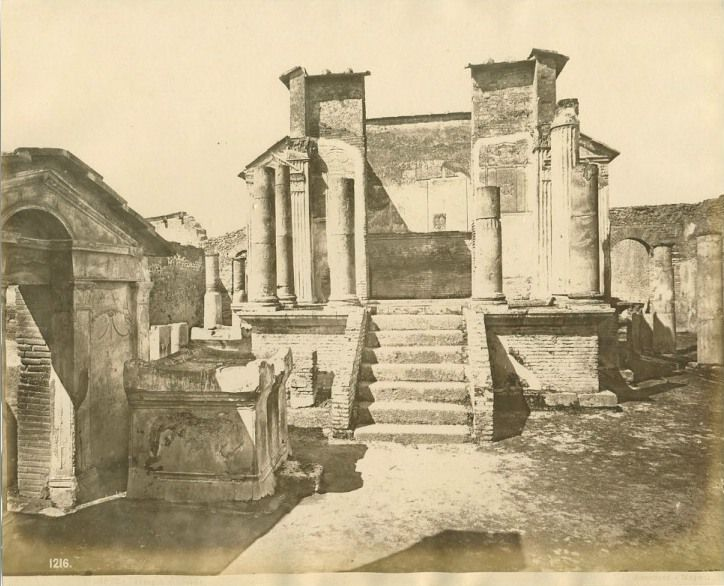
Temple d'Isis, per Giorgio Sommer, aprox. 1880
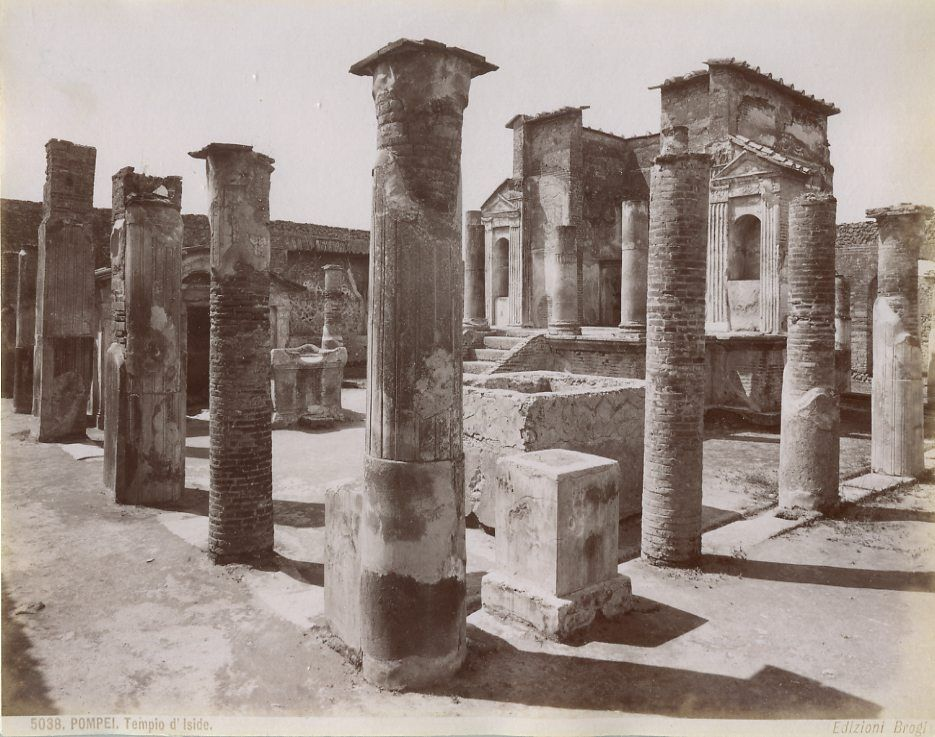
El Temple d'Isis, per Giacomo Brogi, aprox. 1870
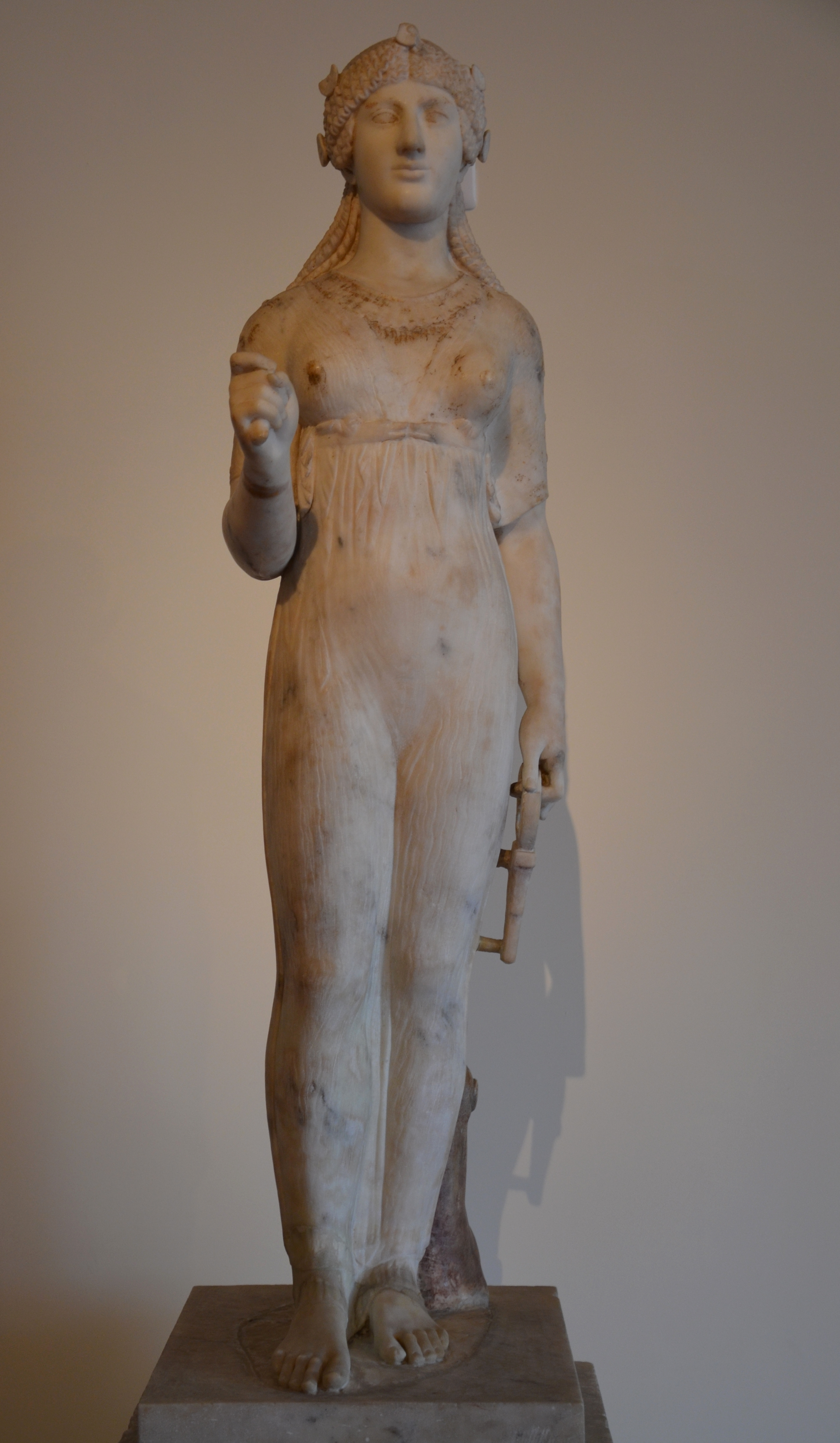
Estàtua de marbre de la deessa Isis
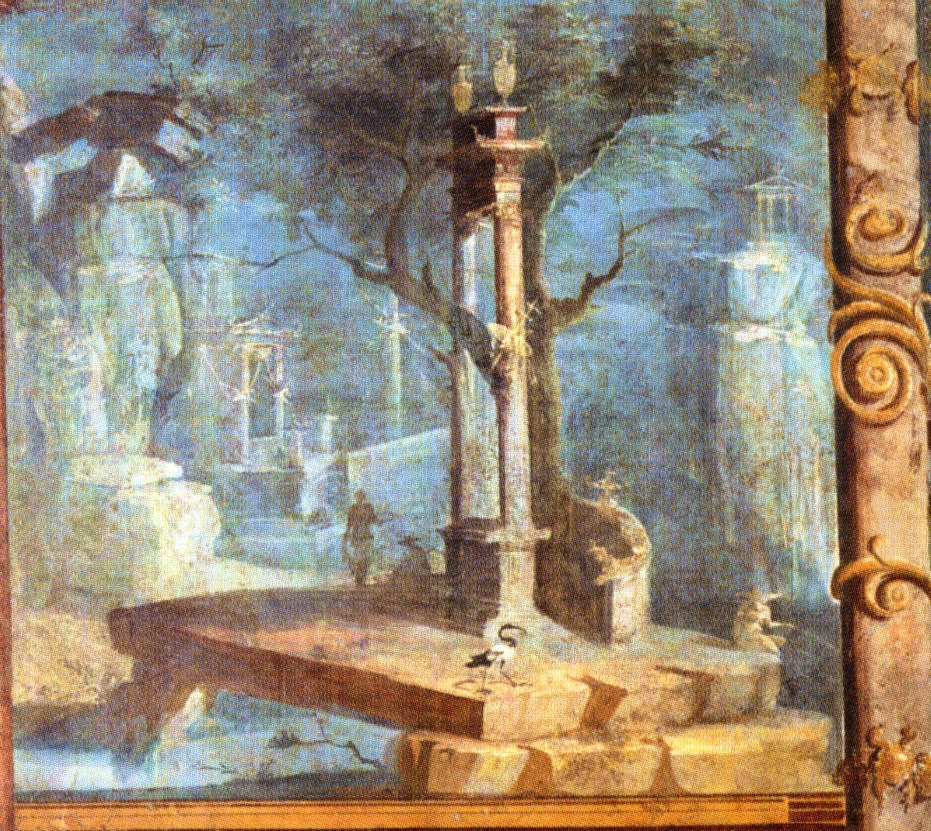
Fresc del Temple d'Isis.
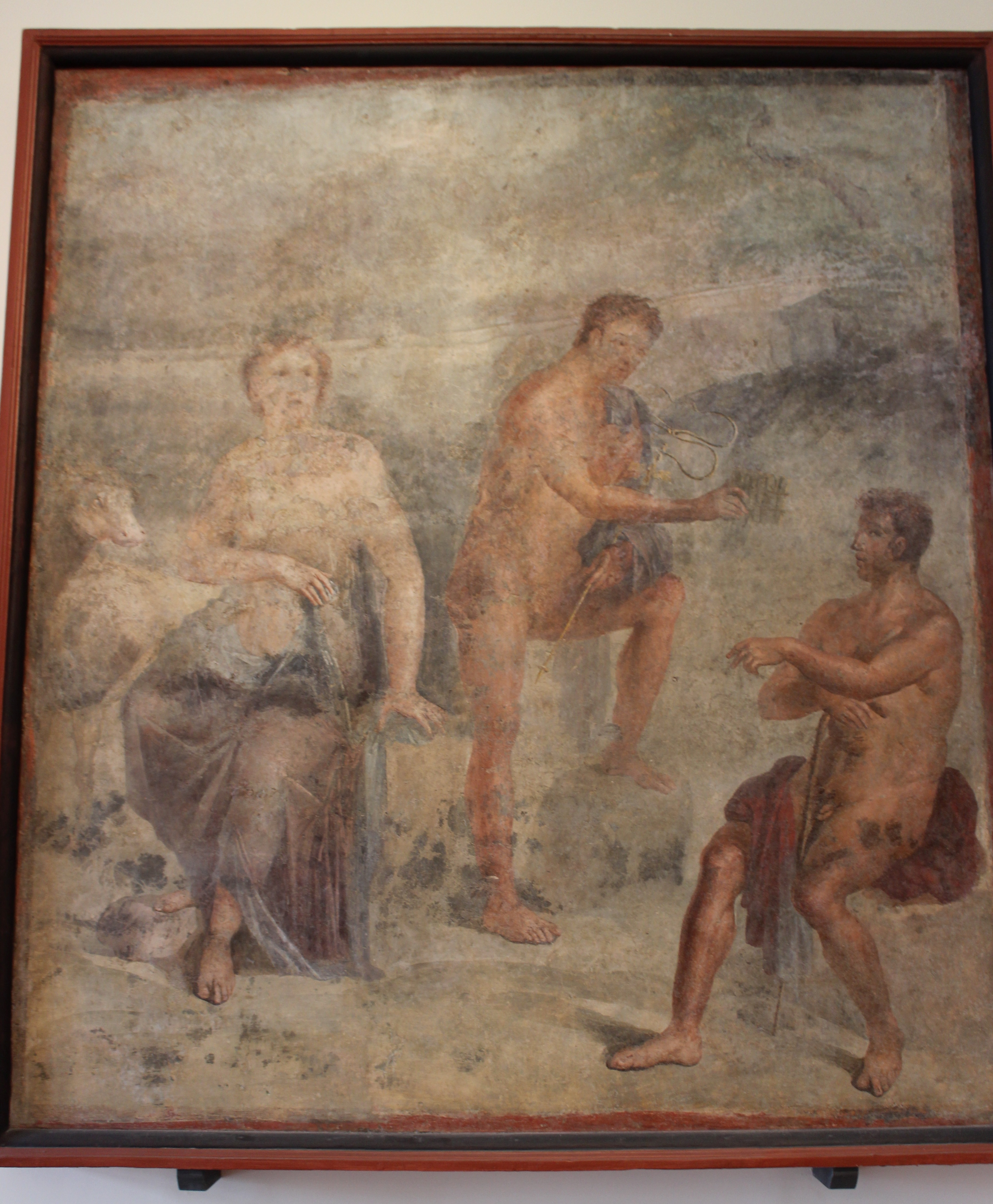
Fresc de l'ekklesiasterion que representa a Io, Argos i Hermes
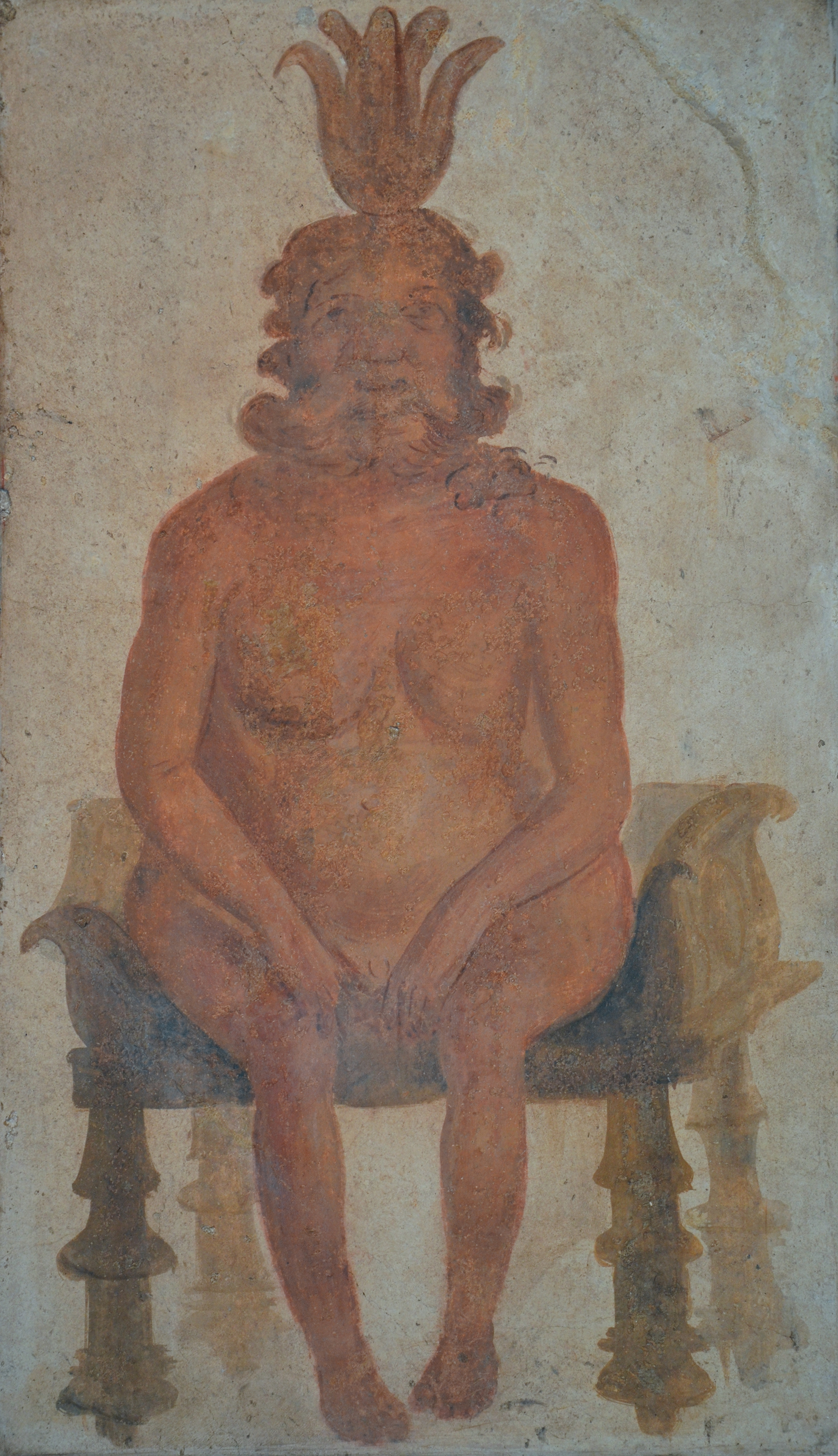
Fresc que representa al deu egipci Bes, protector de dones i nens, en el mur nord del sacrarium
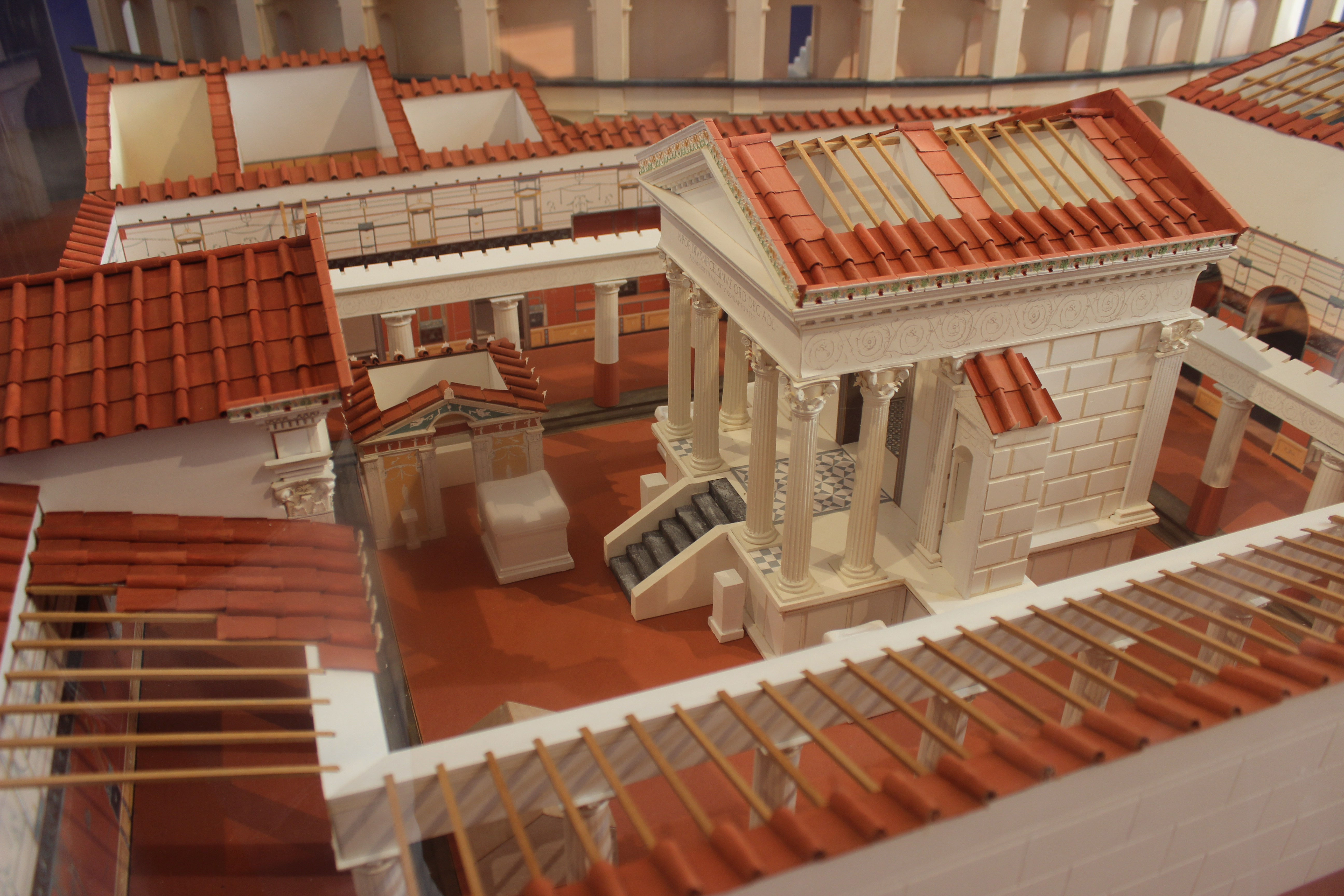
Maqueta del conjunt del Temple d'Isis a Pompeia (Nàpols, Museu Arqueològic Nacional)